# Ulf (rivier)
De Ulf is een rivier in de Belgische Provincie Luik en mondt uit in de Our. De rivier is bijna geheel gelegen in de gemeente Burg-Reuland.

## Verloop
De Ulf ontspringt op een hoogte van ongeveer 490 meter noordoostelijk van Deiffelt en loopt na circa 250 meter op het grondgebied van de gemeente Gouvy verder op het grondgebied van de gemeente Burg-Reuland. Zij vormt over een lengte van ongeveer 800 m de grens tussen de twee provincies. Zij loopt dan naar het noorden, langs Espeler, om kort daarna naar het zuidoosten, in de richting van Oudler, af te buigen. Zo gauw ze Oudler heeft gepasseerd gaat haar dal verder door het gebied van Reuland, waar zij op een hoogte van 350 m bij Weweler in de Our uitmondt.
- Virtual International Authority File: 294663236